# 고르함 동굴
고르함 동굴(Gorham's Cave)은 지브롤터에 있는 동굴이다. 이 지역은 3만년전에 네안데르탈인이 거주하였으며 이를 입증하는 고고학적 유물들이 발굴되었다. 본래 스페인의 영토였으나, 스페인 왕위 계승 전쟁 과정에서 영국이 점령하였고 실효지배 하고 있다. 2016년 유네스코 세계유산에 등재되었다. 